# Allium victorialis

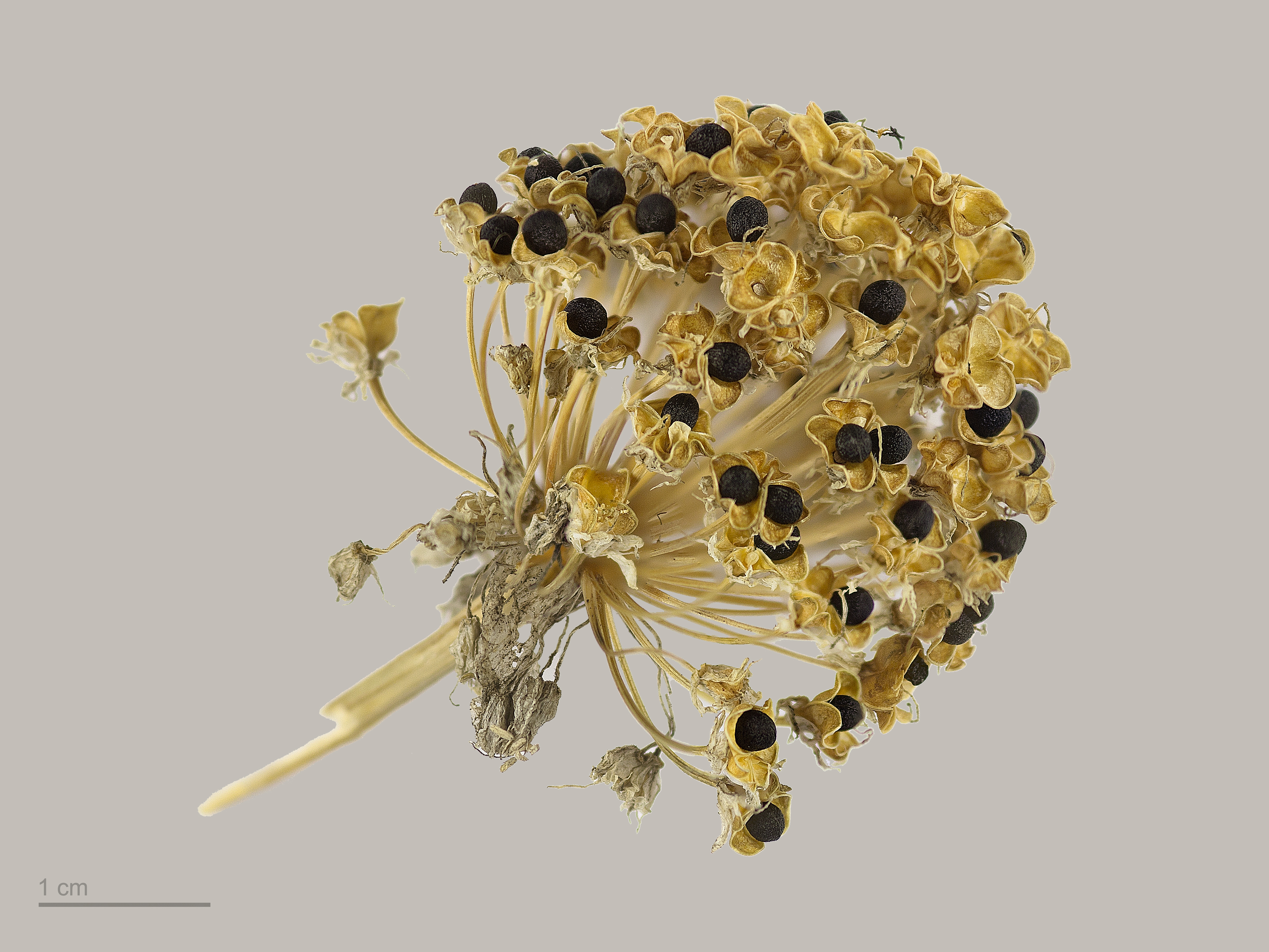
Allium victorialis

L'aglio serpentino (Allium victorialis L.) è una pianta erbacea della famiglia Amaryllidaceae. È una pianta perenne subacaule con grandi foglie basali (due o tre grandi più altre minori) la cui massima altezza può essere di 50  – 70 cm. Odora di aglio (proprietà tipica del genere). Tipica è anche l'infiorescenza di fiori bianco-gialli quasi sferica.

## Etimologia
La denominazione del genere Allium è molto antica ed era usata già dalle popolazioni romane. Si pensa comunque che l'origine sia celtica e/o greca. Il nome comune della nostra pianta (serpentino - serpente) è derivato senz'altro dall'omonimo animale: infatti anticamente era considerata una pianta capace di proteggere dalle ferite e dai morsi dei serpenti. Ma anche, come tutte le specie del genere Allium, era considerata capace di allontanare gli spiriti maligni e le streghe.
Il nome della specie (victorialis) deriva invece dalla farmacopea medioevale.

## Descrizione

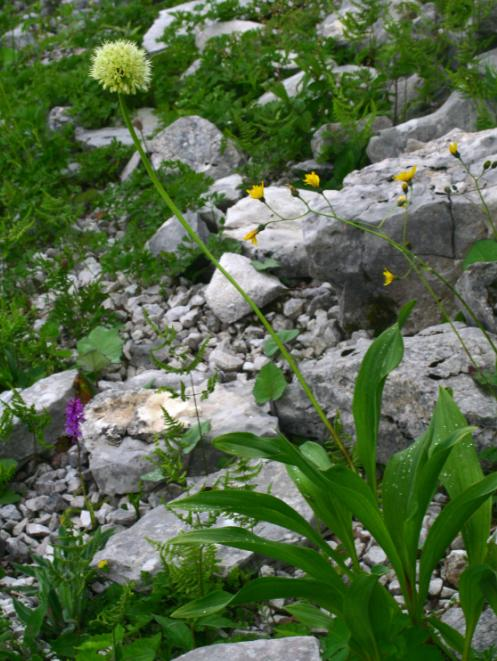
Allium victorialis (infiorescenza, fusto e foglie)

La forma biologica è definita come geofita bulbosa, per cui l'organo sotterraneo è un bulbo da cui, ogni anno, nascono fiori e foglie.

### Fusto
La parte nascosta del fusto (ipogeo) è un bulbo globoso (parte terminale del rizoma). Delle tuniche inguainano il fusto. La parte epigea del fusto consiste in un classico scapo infiorescenziale eretto, molto robusto, a volte angoloso e dal colore violaceo.

### Foglie
Le foglie sono in prevalenza basali di forma ellittico-oblunghe. Sono larghe da 2 a 6 cm e attenuate lungamente fino all'apice (forma lanceolata). Presentano una lieve piega longitudinale. Massima lunghezza 15–20 cm.

### Infiorescenza
L'infiorescenza multiflora (posizionata all'apice dello scapo fiorifero) è composta da fiori gialli riuniti densamente. Si presenta a forma di ombrella globosa (a forma quasi sferica) di circa 4 cm di diametro. Una membrana biancastra (spata a 1 o 2 valve) circonda alla base l'infiorescenza  (chiamata anche involucro).

### Fiori
I fiori, dal breve peduncolo, presentano al perigonio 6 tepali bianco-giallastri (in alcuni casi anche verdastri), liberi, lanceolati, eretti e patenti. Il singolo tepalo può essere lungo fino a 6 mm. Gli stami invece sono più lunghi e quindi sporgono dal fiore, come in altri casi del genere Allium.
L'ovario è sincarpico a tre carpelli posto sopra l'inserzione (chiamata supero) del perianzio. 
L'impollinazione avviene tramite api e altri insetti. 
La fioritura è in giugno - agosto.

### Frutti
Il frutto è una capsula triloculare (derivata dai tre carpelli dell'ovario).

## Distribuzione e habitat
In Europa si trova nelle zone montuose meridionali (Pirenei, Alpi, Carpazi). Altrove è presente nel Caucaso e sugli Urali.
In Italia è diffuso soprattutto nelle Alpi Orientali, mentre è raro nelle Alpi centrali e rarissimo nelle occidentali, dov'è presente in poche stazioni, concentrate perlopiù nel settore meridionale (dintorni del Colle di Tenda, Monte Frontè, Monte Antoroto).
Si trova lungo pendii rocciosi-erbosi, pascoli subalpini e alpini pietrosi, e in brughiere nei pressi di ginepri nani e pino mugo. 
Predilige le zone calcaree ad altitudini comprese tra i 1400 e i 2600 m s.l.m. Un ambiente tipico per questa pianta sono i megaforbieti  subalpini.

## Tassonomia
Il Sistema Cronquist assegna il genere Allium alla famiglia delle Liliaceae (ordine Liliales) mentre la moderna classificazione APG III colloca il genere nella famiglia delle Amaryllidaceae (sottofamiglia Allioideae) dell'ordine Asparagales.

## Usi

### Farmacia
Si dice che l'aglio abbia diverse proprietà. Eccone alcune: antisettico, battericida, tonico, ipotensore. In particolare il decotto di Allium victorialis bollito nel latte sembra sia antisclerosante.

### Cucina
Alcune fonti dichiarano che l'aglio è usato in cucina da almeno 5000 anni. Anche l'Allium victorialis , come del resto tutte le altre specie simili, anticamente veniva usato in cucina come aromatizzante.